# Олтон (Канзас)
Олтон (англ. Alton) — місто (англ. city) в США, в окрузі Осборн штату Канзас. Населення — 100 осіб (2020).

## Географія
Олтон розташований за координатами 39°28′4″ пн. ш. 98°56′55″ зх. д. / 39.46778° пн. ш. 98.94861° зх. д. (39.467722, -98.948619).  За даними Бюро перепису населення США в 2010 році місто мало площу 0,80 км², уся площа — суходіл.

### Клімат
| Клімат : Олтон          | Клімат : Олтон | Клімат : Олтон | Клімат : Олтон | Клімат : Олтон | Клімат : Олтон | Клімат : Олтон | Клімат : Олтон | Клімат : Олтон | Клімат : Олтон | Клімат : Олтон | Клімат : Олтон | Клімат : Олтон | Клімат : Олтон |
| Показник                | Січ.           | Лют.           | Бер.           | Квіт.          | Трав.          | Черв.          | Лип.           | Серп.          | Вер.           | Жовт.          | Лист.          | Груд.          | Рік            |
| Абсолютний максимум, °C | 26,7           | 30,6           | 34,4           | 41,1           | 40,6           | 45,0           | 49,4           | 45,0           | 44,4           | 39,4           | 31,1           | 27,8           | 49,4           |
| Середній максимум, °C   | 5,0            | 7,8            | 13,3           | 19,4           | 24,4           | 30,6           | 33,9           | 32,8           | 28,3           | 21,1           | 12,8           | 5,6            | 19,6           |
| Середній мінімум, °C    | −9,4           | −7,8           | −2,8           | 2,8            | 9,4            | 15,0           | 18,3           | 17,2           | 11,7           | 3,9            | −3,3           | −8,3           | 3,9            |
| Абсолютний мінімум, °C  | −31,1          | −30            | −27,2          | −12,8          | −6,1           | 0,6            | 5,0            | 3,3            | −2,2           | −14,4          | −23,3          | −35            | −35            |
| Норма опадів, мм        | 15             | 18             | 50             | 63             | 106            | 97             | 113            | 88             | 59             | 51             | 31             | 22             | 713            |
| Днів з опадами          | 3,4            | 3,8            | 6,5            | 7,1            | 10,2           | 8,7            | 8,1            | 7,1            | 6,0            | 4,9            | 4,9            | 3,7            | 74,4           |
| Днів зі снігом          | 2,5            | 2,1            | 1,4            | 0,4            | 0,0            | 0,0            | 0,0            | 0,0            | 0,0            | 0,1            | 1,1            | 1,9            | 9,5            |
| ----------------------- | -------------- | -------------- | -------------- | -------------- | -------------- | -------------- | -------------- | -------------- | -------------- | -------------- | -------------- | -------------- | -------------- |
| Джерело: NOAA           |                |                |                |                |                |                |                |                |                |                |                |                |                |

## Демографія
Згідно з переписом 2010 року, у місті мешкали 103 особи в 47 домогосподарствах у складі 22 родин. Густота населення становила 128 осіб/км².  Було 68 помешкань (85/км²).
Расовий склад населення:
| - 97,1 % — білих |

До двох чи більше рас належало 2,9 %. Частка іспаномовних становила 0,0 % від усіх жителів.
За віковим діапазоном населення розподілялося таким чином: 18,4 % — особи молодші 18 років, 53,4 % — особи у віці 18—64 років, 28,2 % — особи у віці 65 років та старші. Медіана віку мешканця становила 48,3 року. На 100 осіб жіночої статі у місті припадало 110,2 чоловіків;  на 100 жінок у віці від 18 років та старших — 104,9 чоловіків також старших 18 років.
Середній дохід на одне домашнє господарство  становив 42 041 долар США (медіана — 29 722), а середній дохід на одну сім'ю — 34 950 доларів (медіана — 41 250). Медіана доходів становила 26 250 доларів для чоловіків та 12 000 доларів для жінок. За межею бідності перебувало 31,9 % осіб, у тому числі 66,7 % дітей у віці до 18 років та 34,5 % осіб у віці 65 років та старших.
Цивільне працевлаштоване населення становило 54 особи. Основні галузі зайнятості: освіта, охорона здоров'я та соціальна допомога — 27,8 %, сільське господарство, лісництво, риболовля — 14,8 %, роздрібна торгівля — 11,1 %, виробництво — 9,3 %.